# Івоніт
Івоніт (англ. yvonite) — рідкісний мінерал класу фосфатів, арсенатів, ванадатів, водний арсенат міді.

## Етимологія та історія
Названий на честь Клауса Івона (Klaus Yvon) — професора кристалографії Женевського університету, Швейцарія (Halil Sarp і Radovan Černý, 1998).

## Загальний опис
Хімічна формула: Cu(AsO3OH)∙ 2H2O. Містить (%): Cu – 26,53; As – 31,28; H – 2,10; O – 40,08. Форма виділення у вигляді радіально-променевих агрегатів. Сингонія триклінна. Твердість 3,5—4. Густина 3.2. Колір бірюзово-блакитний. Прозорий. Блиск скляний. Спайність досконала. Крихкий. Івоніт вторинний мінерал, який утворюється в золотоносних зонах сульфід-арсенових родовищ в асоціації з геминітом, ліндакеритом, арсенопіритом, самородним бісмутом, халькопіритом, пущаровськітом.